# Palazzo San Giorgio (Reggio Calabria)

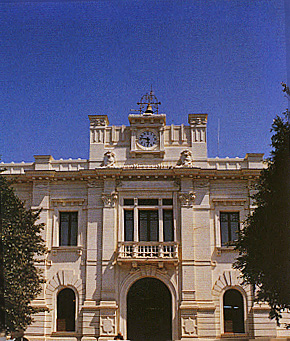
Palazzo San Giorgio in Reggio Calabria, Teilansicht der Hauptfassade

Der Palazzo San Giorgio ist ein Jugendstilpalast aus den 1920er-Jahren im historischen Zentrum von Reggio Calabria in der italienischen Region Kalabrien. Er liegt zwischen dem Corso Giuseppe Garibaldi, der Piazza Italia und der Via Miraglia. Dort ist die Stadtverwaltung untergebracht. Der Palast wurde nach dem Erdbeben von 1908 nach Plänen von Ernesto Basile wiederaufgebaut.

## Geschichte

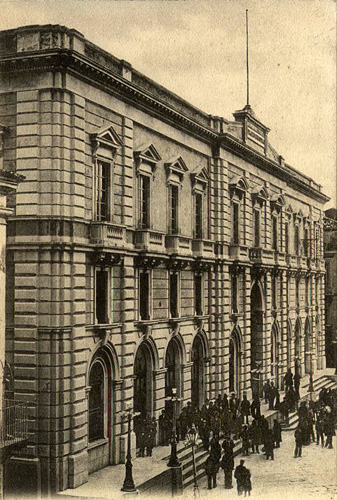
Der alte Palazzo Municipale vor dem Erdbeben von 1908

Nachdem das alte Rathaus beim Erdbeben 1908 zerstört worden war, wurde der neue Palazzo San Giorgio nach Plänen des Architekten Ernesto Basile aus Palermo von der Firma G. Vianini aus Rom ab 1918 wiederaufgebaut. 1921 waren die Bauarbeiten beendet.
Wegen Verwaltungserfordernissen verfügte der Bürgermeister Giuseppe Valentino die Nutzung des Gebäudes bereits ab dem 29. Dezember 1921, aber die offizielle Einweihung fand erst am 27. April 1922 in Anwesenheit des Königs Viktor Emanuel III. statt, der speziell zu diesem Zweck an Bord des Zerstörers Falco nach Reggio Calabria gekommen war. Zu dieser Gelegenheit wurde die Stadt ab dem ersten Tag mit Blumen und Fahnen geschmückt und mit Plakaten beklebt, die das Haus Savoyen lobten.
Vom Hafen aus schlängelte sich die königliche Prozession durch die Straßen der Stadt mit Autos, die von verdienten Bürgern der Stadt zur Verfügung gestellt wurden, darunter Nicola Siles, dem Bauingenieur Pietro Spinelli und dem Cav. Paolo Vilardi.
Von 1970 bis 2000 (das Jahr, in dem der Palazzo Campanella fertiggestellt wurde), waren im Palazzo San Giorgio die Büros und der Versammlungssaal des Consiglio regionale delle Calabria untergebracht.

## Beschreibung

### Aufbau
Das Gebäude hat einen fast quadratischen Grundriss und zwei Stockwerke. Das Erdgeschoss ist in zwei Teile aufgeteilt, die mit einer Galerie verbunden sind. Diese verbindet den Corso Giuseppe Garibaldi mit der parallel verlaufenden Via Miraglia. Im Obergeschoss befinden sich große Räume, die reich im Jugendstil dekoriert sind, darunter die Sala dei Lampadari, di Sala del Sindaco, die Sala della Giunta Municipale und die Sala del Consiglio.

### Baustil

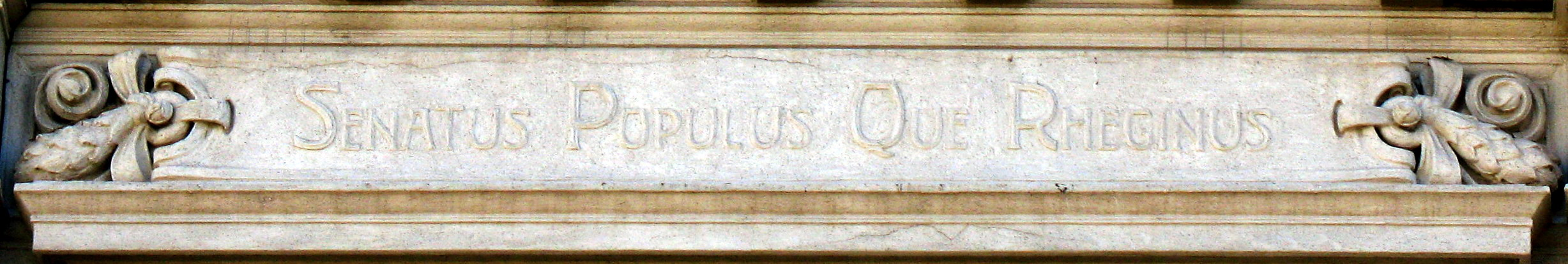
Motto Senatus Populus Que Rheginus an der Fassade

Der Palast ist in Jugendstil gehalten. Die Hauptfassade zur Piazza Italia hat eine Reihe von Fenstern; die im Erdgeschoss sind Rundbogenfenster mit Rahmen aus Bossenwerk, während die im Obergeschoss mit Architraven versehen sind und Lisenen mit Kapitellen haben, sowie Wappen und Friese; darüber verläuft ein breites Traufgesims mit Balustrade im Wechsel mit Pilastern. De Haupteingang von der „Piazza Italia“ aus liegt in der architektonischen Achse des Gebäudes und besteht aus einem vorspringenden Gebäudeteil, das den Umrissen eines Turms ähnelt; darüber ist ein Balkon angebracht. Über dem Gesims befinden sich eine Uhr, eine Glocke und weitere Zierelemente. An den anderen Fassaden des Gebäudes wiederholen sich die architektonischen und Zierelemente der Hauptfassade in einfacherer Art und Weise.

## Städtische Pinakothek
Im Palazzo San Giorgio war ein Teil der Werke untergebracht, die heute in der Städtischen Pinakothek von Reggio Calabria gezeigt werden, eine Kunstsammlung, die der Stadt Reggio Calabria gehören und von denen andere Werke im Museo Archeologico Nazionale di Reggio Calabria und in der Stadtbibliothek ausgestellt waren.
Diese Sammlung enthält 250 Gemälde von Künstlern aus der Zeit zwischen der ersten Hälfte des 19. Jahrhunderts und der ersten Hälfte des 20. Jahrhunderts, darunter von Künstlern aus Kalabrien, vorwiegend aus dem Gebiet der Metropolitanstadt Reggio Calabria, aber auch anderen Regionen.
Viele dieser Werke stammen aus der neapolitanischen Schule (in der sich die Künstler aus Kalabrien in dieser Zeit formierten), Ende des 19. Jahrhunderts als Realismus bezeichnet; einige kommen vom Biennale Calabrese d’Arte, das es Guttuso, Omiccioli, Milesi und Brancaccio ermöglichte, Verbindungen mit der Stadt aufzubauen; andere kommen von der Akademie der schönen Künste.
- Kalabresische Maler: Raffaele Ursini (1851), Enrico Salfi (1857), Domenico Augimeri (1834), Vincenzo Jerace (1862), Rubens Santoro (1859), Antonio Cannata (1895), Ugo Ortona (1889), Domenico Bonfa (1912), Enzo Benedetto (1905), Nunzio Bava (1906) und Alberto Bonfa (1910).
- Kalabresische Bildhauer: Francesco Jerace (1853), Saverio Gatto (1877), Alessandro Monteleone (1958), Concesso Barca (1877), Pasquale Panetta (1913) und Nino Zucco (1910).
- Nicht aus Kalabrien stammende Maler: Giovanni Brancaccio (1903), Renato Guttuso (1912), Giovanni Omiccioli (1901), Beppe Guzzi (1902), Giuseppe Milesi (1915), Giampiero Restellini (1895) und Manlio Giarrizzo (1896).
- Nicht aus Kalabrien stammende Bildhauer: Vincenzo Vela (1820) und Celestino Petrone (1904).

## Bildergalerie

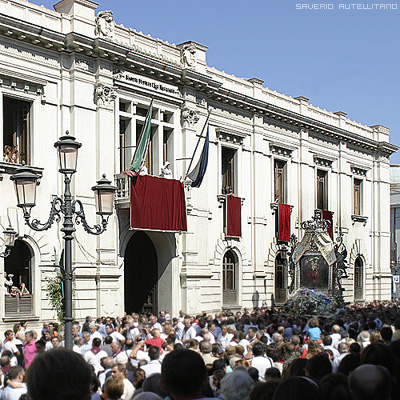
Blick auf den Palazzo San Giorgio während der Prozession zur Festa Madonna
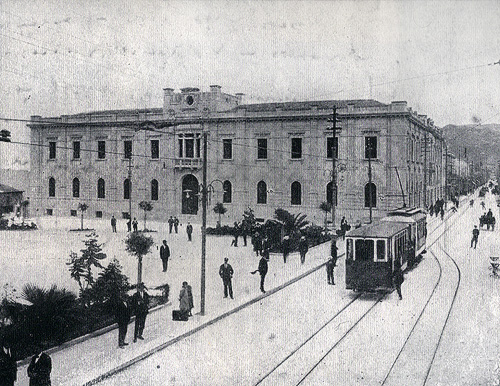
Palazzo San Giorgio auf einer alten Postkarte aus den ersten Jahren des 20. Jahrhunderts
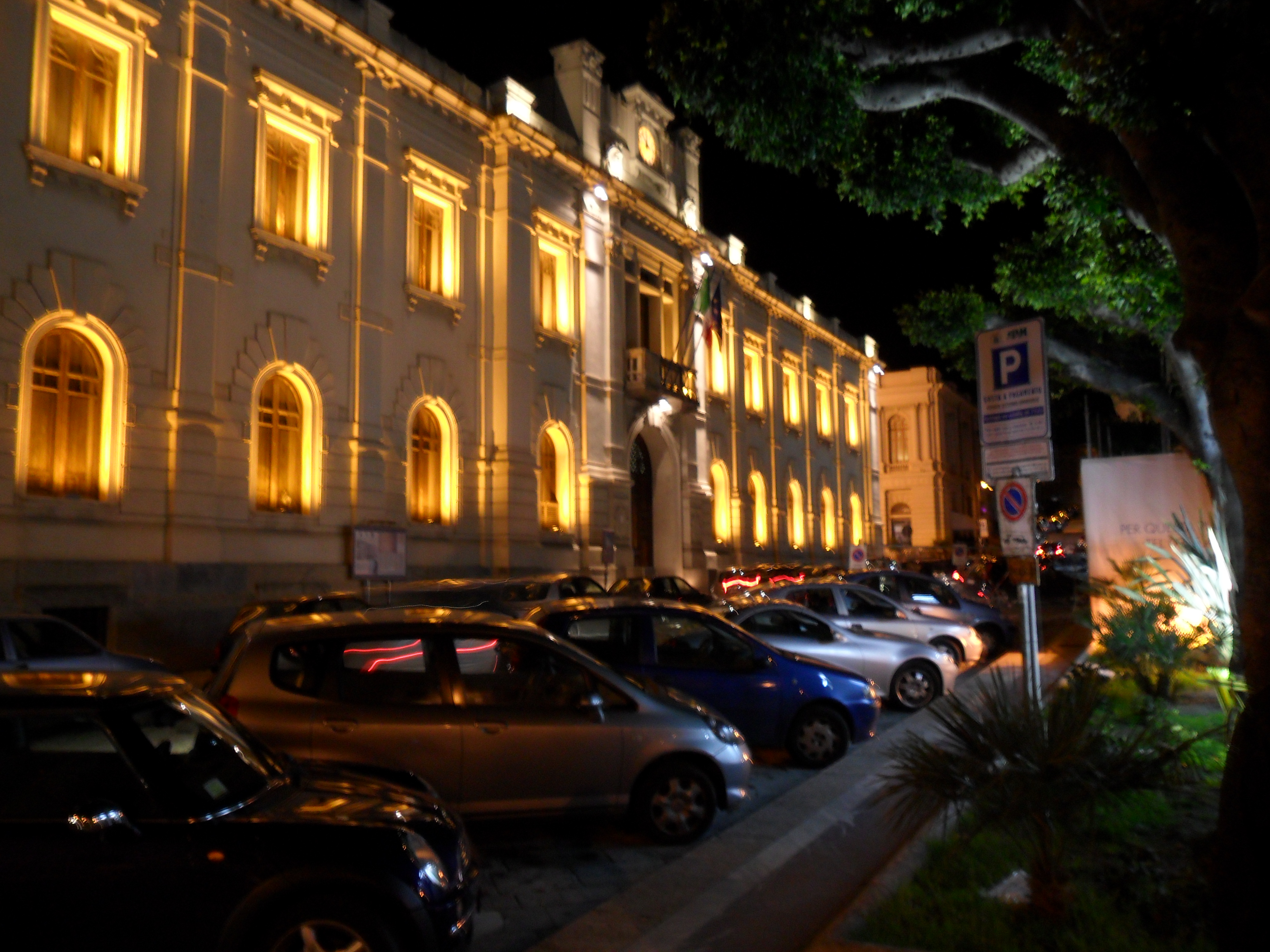
Beleuchteter Eingang zum Rathaus
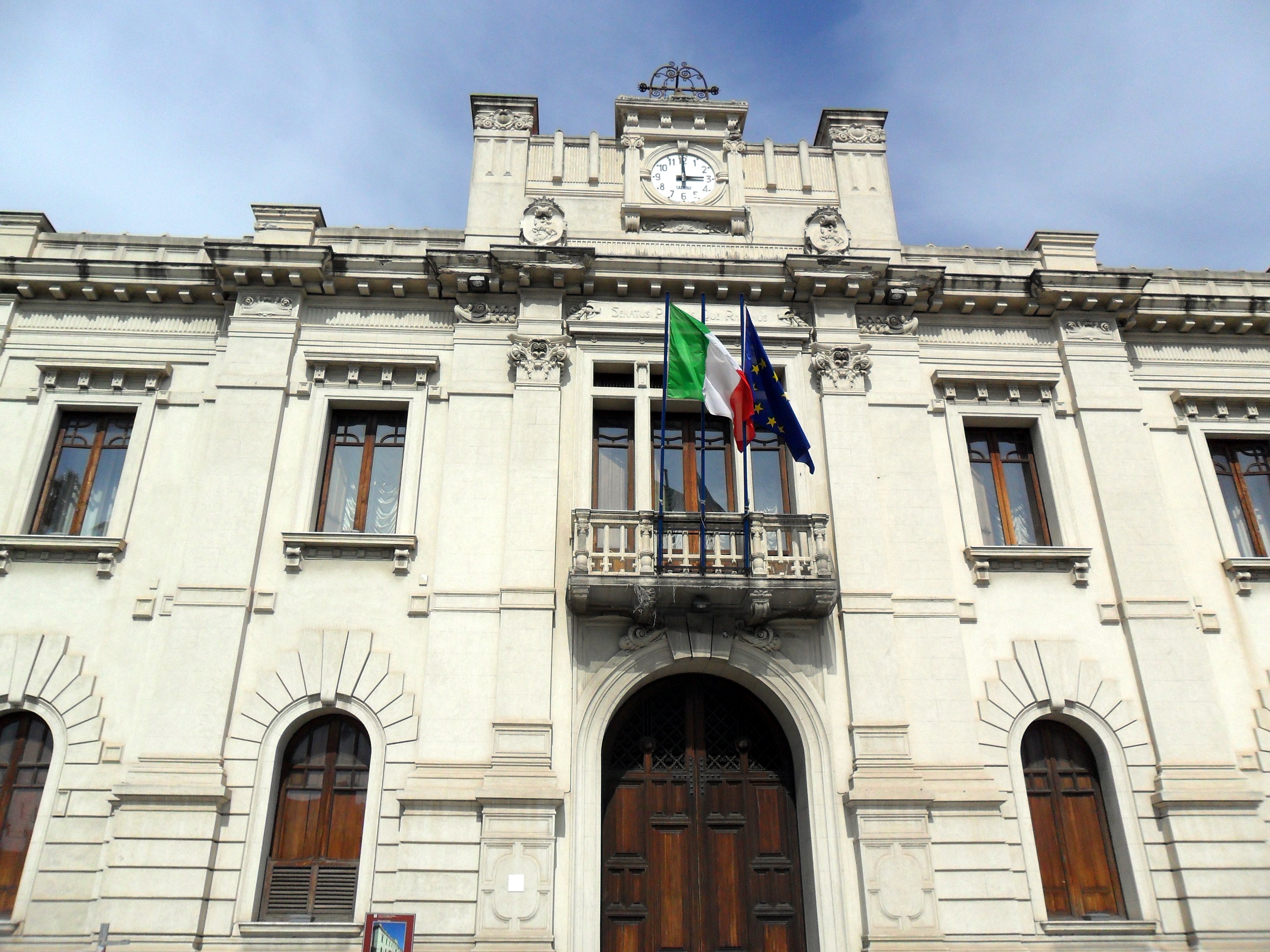
Hauptfassade des Rathauses